# Hedera
Hedera of klimop is een geslacht van kruipende of klimmende, groenblijvende planten uit de klimopfamilie (Araliaceae).
Het geslacht kent in de Lage Landen slechts één soort die in het wild voorkomt:
- klimop (Hedera helix)

De planten komen van nature voor op de Atlantische eilanden, in delen van Europa, in Noordwest-Afrika en via Zuid- en Midden-Azië oostelijk tot en met Japan. Op geschikte oppervlakten zoals van bomen en rotsen zijn ze in staat 25-30 m hoog te klimmen.
De jongen scheuten zijn slank, flexibel en hebben kleine hechtwortels om zich vast te zetten op het oppervlak (boom of rots); de volwassen takken zijn dik, zelfdragend en zonder hechtwortels.
Er zijn twee bladvormen: gelobde bladeren op jonge kruipende en klimmende loten en ongelobde bladeren op de volwassen, bloemdragende takken, die zich gewoonlijk ontwikkelen in de boomtoppen of aan de top van rotsen, waar ze volop blootgesteld worden aan het licht.
De kleine bloemen verschijnen in de late herfst in 3-5 cm grote schermen en zijn erg rijk aan nectar en daarmee een belangrijke late voedselbron voor bijen en andere insecten. De vruchten zijn kleine, zwarte bessen die aan het eind van de winter rijpen. Ze zijn giftig voor mensen, maar een belangrijke voedselbron voor vogels, die zo de zaden verspreiden.
De bladeren worden gegeten door de larven van een aantal Lepidoptera-soorten zoals de agaatvlinder (Phlogophora meticulosa), open-breedbandhuismoeder (Noctua janthe), getande spanner (Odontopera bidentata), levervlek (Euplexia lucipara), paardenbloemspanner (Idaea seriata, voedt zich uitsluitend met klimop), vliervlinder (Ourapteryx sambucaria) en taxusspikkelspanner (Peribatodes rhomboidaria).

## Soorten
De afzonderlijke soorten zijn nauw verwant en kunnen onderling kruisen. Ze worden soms wel als ondersoort van de eerst beschreven soort Hedera helix beschouwd. Naast de hieronder genoemde soorten zijn er nog andere beschreven in het zuidelijk deel van de voormalige Sovjet-Unie, maar de meeste botanici beschouwen deze niet als afzonderlijke soorten.
- Hedera algeriensis – Algerijnse klimop, Noordwest-Afrika
- Hedera azorica – Azorenklimop, Azoren
- Hedera canariensis – Canarische-eilandenklimop, Canarische Eilanden
- Hedera colchica – Kaukasische klimop, Noord-Turkije tot Iran
- Hedera helix – Klimop, West- en Midden-Europa, behalve langs de Atlantische kusten
- Hedera hibernica – Atlantische klimop, Atlantische kustgebieden van Europa van Schotland en Ierland tot Portugal
- Hedera maderensis – Madeiraklimop, Madeira
- Hedera nepalensis – Himalayaklimop, Himalaya, China, Taiwan
- Hedera pastuchowii – Pastuchovs klimop, Centraal-Azië (zuidelijke staten van de vroegere USSR)
- Hedera rhombea – Japanse klimop, Japan

## Gebruik en cultuur
De klimop is populair als tuinplant vanwege de late lokkracht voor insecten en de decoratieve bladeren en bloemen, maar wordt ook vaak gebruikt als wintergroene erfafscheiding. Vooral voor het begroeien van muren zijn het geschikte planten. Er zijn veel rassen met bijzondere kleuren of bladvormen. Bijzonder zijn de niet of zelden klimmende cultuurvormen die gestekt zijn van de volwassen bloeitakken. Ze vormen een struik en worden afhankelijk van de soort een halve tot enkele meters hoog en breed.  
Er is veel discussie geweest over de vraag of klimop bomen schade kan toebrengen. De consensus in Europa is dat de bomen er niet sterk onder lijden, wel is er enige concurrentie om voedsel en water en lopen de bomen een wat grotere kans op stormschade.
In Noord-Amerika zijn soorten als Hedera helix ingevoerd die ter plaatse een probleem vormen. Omdat de schimmels, insecten en andere plagen die de soorten in het gebied van herkomst in toom houden daar grotendeels ontbreken, komen ze er soms massaal voor en kunnen dan andere gewassen overgroeien en verdringen.
Klimop wordt soms als een probleem gezien voor metselwerk. Maar een muur met een mortel met cement als sterk bindmiddel kan door klimop niet of nauwelijks aangetast worden. Een zwakke (kalk-)mortel met reeds verweerde of beschadigde voegen kan versneld uitbreken als de scheuten in de voegen in volume toenemen. Anderzijds schermen de bladeren muren af voor eroderende regen- en vorstschade.

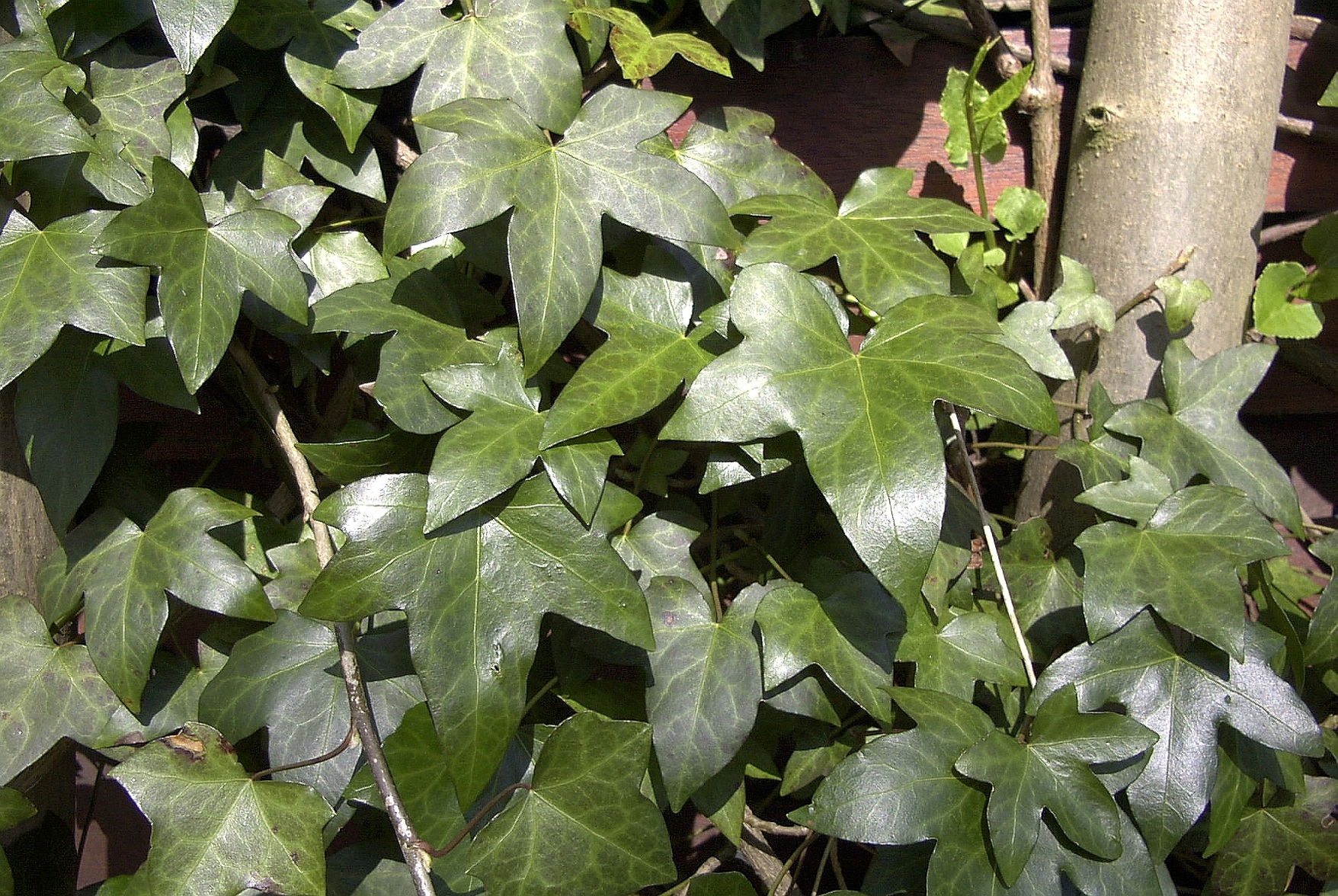
Hedera helix-bladeren
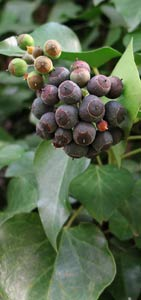
Hedera helix-bessen
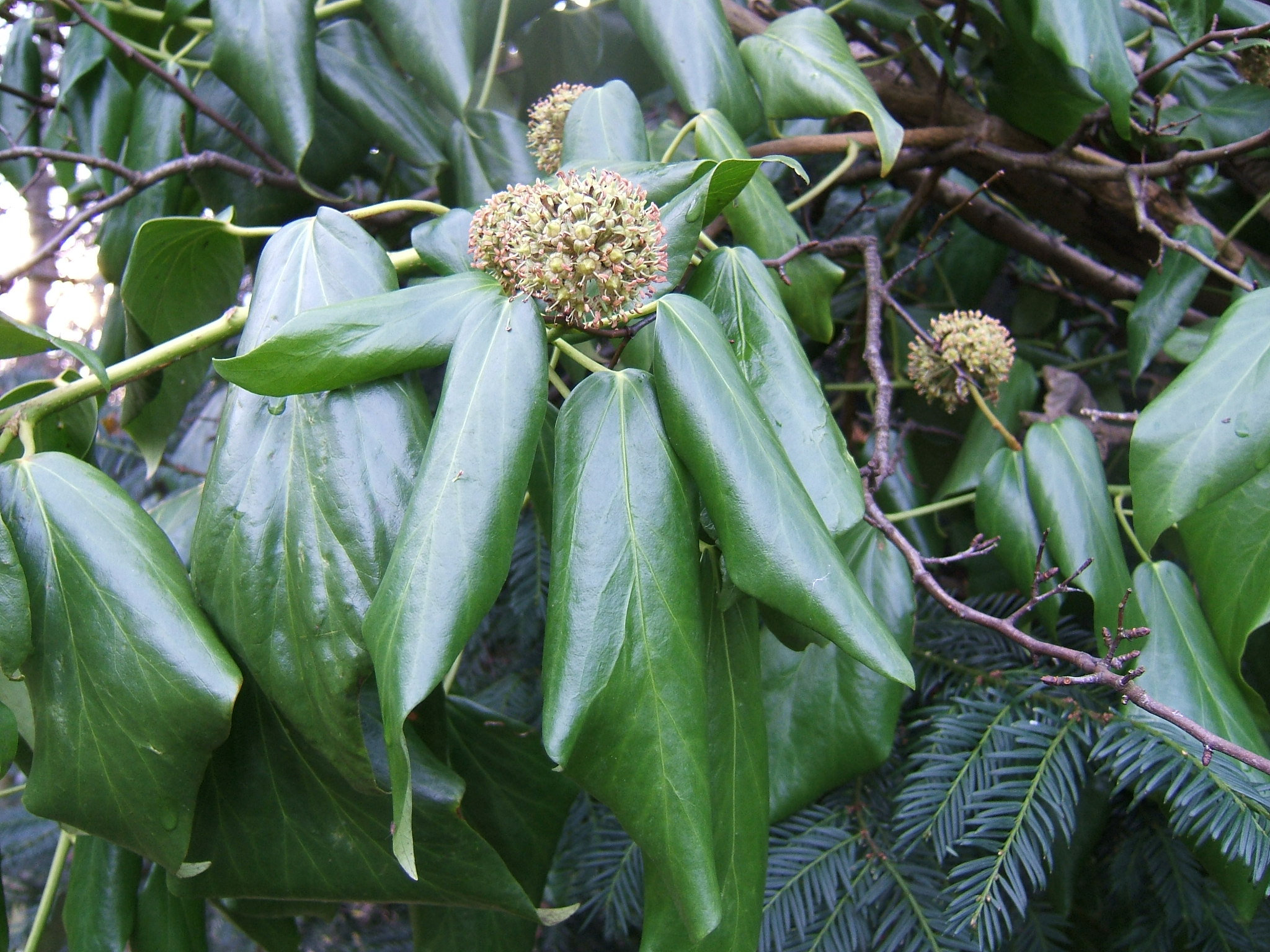
Hedera colchica-bloemen
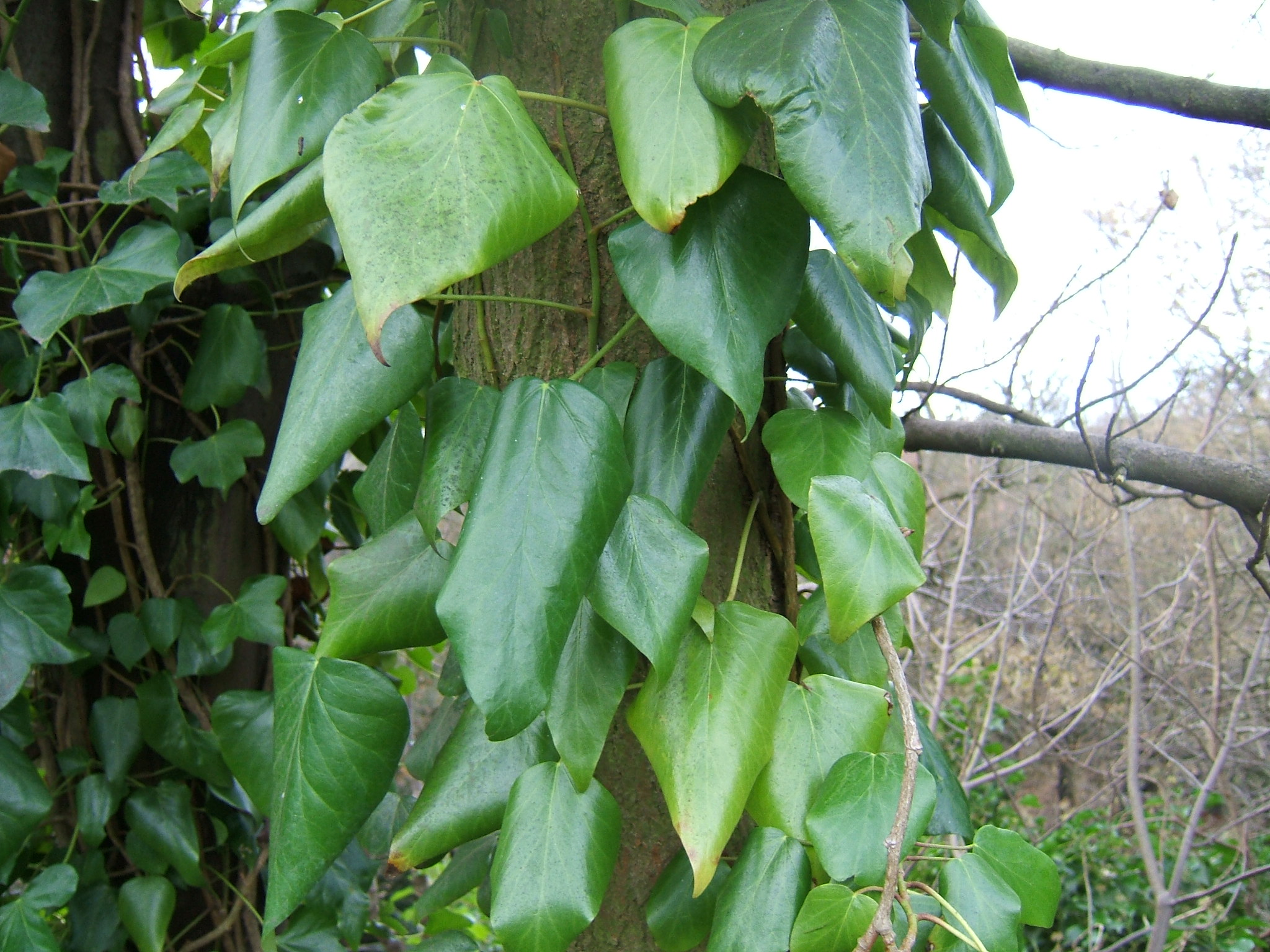
Hedera colchica-gebladerte
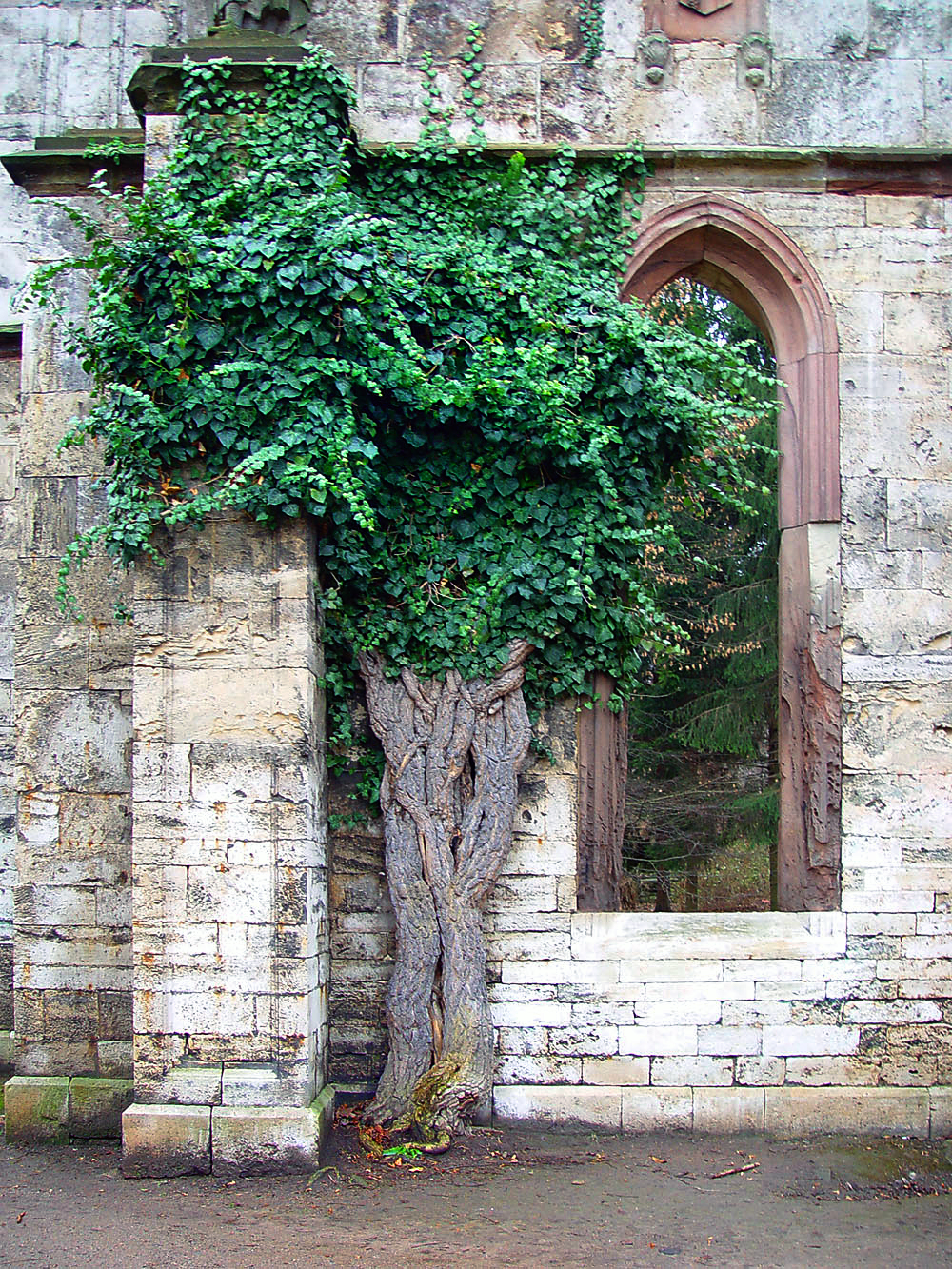
Tempelherrenhaus te Weimar